# سان خوان د لا انسینییا

سان خوان د لا انسینییا دهستانی در استان آبیلای اسپانیا است.
در این دهستان ۱۲۵ نفر زندگی می‌کنند. مساحت این دهستان ۱۷٫۶۲ کیلومتر مربع است.